# Silvington
Silvington är en by i civil parish Wheathill, i distriktet Shropshire, i grevskapet Shropshire, i England. Byn är belägen 16 km från Bridgnorth. Silvington var en civil parish fram till 1967 när blev den en del av Wheathill. Civil parish hade 29 invånare år 1961.